# 田代城
田代城（でんだいじょう）は、岐阜県羽島郡笠松町田代（尾張国葉栗郡）にあった戦国時代の日本の城。

## 略歴
築城は1500年代初頭と言われているが、不明である。初代城主の森可勝は森成利（蘭丸）等を輩出した、戦国武将・森氏である。天文21年（1552年）に、森可成の長男である傳兵衛可隆、永禄元年（1558年）には次男勝蔵（長可）、永禄3年（1560年）には森越後守可行の次男九一郎（対馬守可政）が誕生している。
永禄8年（1565年）可成の三男蘭丸長定（乱丸成利）が金山城に於いて誕生しているため、1560年〜1565年に廃城となったと思われる。

## 織田信長・斎藤道三との関わり
斎藤道三の娘の帰蝶（濃姫）は織田信長の元に嫁いでいる。天文22年（1553年）、斎藤道三と織田信長は尾張国中島郡冨田村（現・愛知県一宮市）の正徳寺（聖徳寺）で親子対面し、帰りをともにする。田代城にて別れの儀式を行い、道三は稲葉山城に、信長は那古野城に戻っていったという。

## 現在
跡地には白鬚神社がある。この地には奈良時代の寺院跡（蓮台寺、東流廃寺）があり、礎石が発掘されている。